# Leandro Aveiro
Leandro Nicolás Aveiro (Tunuyán, 25 de setembro de 1996) é um jogador de vôlei de praia argentino, que foi medalhista de ouro nos Jogos Sul-Americanos da Juventude em 2013 no Peru, e de bronze nos Jogos Olímpicos da Juventude em 2014 na China.

## Carreira
Em 2013, formava dupla com Santiago Aulisi, estrearam numa competição internacional nos Jogos Sul-Americanos da Juventude em Lima, no Peru, conquistaram a medalha de ouro.. No ano seguinte, disputaram o Circuito Sul-Americano, alcançando o quinto lugar em duas etapas e um nono lugar, em seguida disputaram o Campeonato Mundial Sub-19 de 2014, sediado em Porto, e finalizaram na nona posição, ainda estrearam no Circuito Mundial, no Aberto do Paraná (Argentina) e também ficaram em nono.Ainda em 2014 representou o país ao lado de Santiago Aulisi na edição dos Jogos Olímpicos da Juventude  realizados em Nanquim, China, ocasião que conquistaram a medalha de bronze..
No ano de 2016, iniciou a temporada com Santiago Aulisi no Circuito Sul-Americano de Vôlei de Praia, terminando na nona posição na quinta etapa de Buenos Aires e em quarto lugar na sexta etapa também nesta cidade; em seguida disputaram o Campeonato Mundial Sub-21  em Lucerna, alcançaram a décima sétima posição.
Na temporada de 2020, jogou ao lado de Sebastián Fernández na primeira etapa, em Coquimbo, do Circuito Sul-Americano e terminaram em quinto lugar, e na segunda etapa realizada em Lima, esteve com Bautista Amieva e terminaram na quarta posição e em 2021, estiveram juntos venceram o Finals Continental Cup em Santiago do Chile. Esteve com Julián Azaad na segunda etapa do Circuito Sul-Americano 2021-22, realizada em San Juan, e terminaram em nono lugar, depois, com Santiago Etchegaray terminou em quinto na etapa de Montevidéu, mesmo posto obtido na quarta etapa em Viña del Mar ao lado de Bautista Amieva e na etapa Finals em Uberlândia ao lado de Maciel Bueno.
Na jornada de 2022, retomou a parceria com Bautista Amieva e conquistaram o quarto lugar no Future de Lecce, depois, os títulos dos Futures de Ciro Marina, Leuven e Ljubljana; Terminaram na quinta posição nos Jogos Sul-Americanos de 2022 em Assunção. Em 2023, terminaram em segundo lugar na etapa de Malargüe e em quarto na etapa de Río Hondo pelo circuito sul-americano. Terminaram em quarto lugar no Future de Ios, Grécia, do circuito mundial.

## Títulos e resultados
- Future de Ljubljana do Circuito Mundial de Vôlei de Praia de 2022
- Future de Leuven do Circuito Mundial de Vôlei de Praia de 2022
- Future de Ciro Marina do Circuito Mundial de Vôlei de Praia de 2022
- Future de IOS do Circuito Mundial de Vôlei de Praia de 2023
- Future de Lecce do Circuito Mundial de Vôlei de Praia de 2022